# Enrique I de Meissen
Enrique I (1070-1103), llamado el Viejo, conde de Eilenburg e hijo del conde Dedo II de Wettin y su segunda esposa Adela de Brabante, heredó en 1075 las marcas de Lusacia y la Sajona Oriental. Desde 1090, a la muerte de Egberto II fue también margrave de Meissen.

## Biografía
Enrique fue nombrado margrave de Lusacia en 1081 para acabar con la influencia bohemia y más tarde en 1089, después de la deposición del antirrey Egberto II de Meissen, le fue concedido Meissen por el emperador Enrique IV. Era el primero de la Casa de Wettin para gobernar ese margraviato. Previamente lo tenía Bratislao II de Bohemia, pero nunca había sido confirmado en su posesión.
Se casó con Gertrudis de Braunschweig, hija del margrave Egberto I de Meissen, de cuyo matrimonio solo tuvo un hijo, su sucesor Enrique.